# Opeia obscura
El chapulín oscuro (Opeia obscura) es una especie de saltamontes perteneciente a la subfamilia Gomphocerinae de la familia Acrididae. Se encuentra en el oeste de América del Norte y en América central. Es de color muy variable. Se alimenta de gramíneas.